# Jimmy Raney
James Elbert Raney, bekannt als  Jimmy Raney (* 20. August 1927 in Louisville, Kentucky; † 10. Mai 1995 ebenda), war ein US-amerikanischer Gitarrist des Modern Jazz.

## Leben und Wirken
Jimmy Raney gilt als führender Gitarrist zwischen Cool Jazz und Bebop und wurde als eine Art Lee Konitz der Gitarre (Martin Kunzler) apostrophiert.
Sein Vater war Sportreporter, seine Mutter spielte Gitarre; sie brachte ihn dazu, im Alter von zehn Jahren das klassische Gitarrenspiel zu lernen. Mit 13 Jahren hatte Raney seine erste Begegnung mit dem Jazz, als er bei einer lokalen Jazzgröße, dem Gitarristen Hayden Causey, Jazzgitarre lernte. Dieser führte ihn in das Werk von Charlie Christian ein, besonders durch dessen Aufnahme Solo Flight von 1939.
Von da an begann Raneys Jazzkarriere; vier Jahre später (1944) spielte er in der New Yorker Band von Jerry Wald. Danach arbeitete er mit verschiedenen Jazzorchestern in Chicago und lernte dort Lee Konitz kennen. 1947 kam sein erster Karrieresprung, als er in die Band von Woody Herman, die Second Herd an der Seite von Stan Getz eintrat. Mit ihm spielte Raney in den frühen 1950er Jahren die für den Cool Jazz wichtigen Roost Recordings ein, obwohl er sich eher als Bebop-Musiker verstand, in einer Reihe mit Tal Farlow und Billy Bauer aus der Schule von Lennie Tristano. Vorbild für Raney war auch die Musik von Charlie Parker. Teddy Charles bemerkte dazu: „Jimmy war einer der ersten, der den lyrischen Charakter in Parkers Musik verstand und in seine eigenen, langen Phrasierungen umgesetzt hat.“ (Kunzler)
1953 wurde er Tal Farlows Nachfolger im Trio von Red Norvo und reiste mit ihm 1954 nach Europa. Von da an verlagerte sich sein Arbeitsgebiet weg von den Jazzclubs hin zum Broadway oder zu Studioarbeit: Er spielte 1953 bis 1960 im Quartett von Don Elliott in der Broadway-Aufführung von Thurber Carnival. Bis 1964 blieb er noch in New York, dann zog er sich an seinen Geburtsort nach Kentucky zurück, spielte dort Cello und arbeitete als Lehrer. Erst 1975 kehrte er auf die Jazzszene zurück und nahm eine Reihe wichtiger LPs für Criss Cross und Steeplechase Records auf, teilweise auch in Begleitung seines Sohnes Doug Raney (* 1957), der ebenfalls Jazzgitarrist wurde. Im Laufe seiner Karriere spielte Jimmy Raney außerdem mit Artie Shaw, Buddy DeFranco, Bob Brookmeyer, Ralph Burns, Teddy Charles, Al Cohn, Al Haig, Edmond Hall, Dick Katz und Herbie Stewart.
Auswirkungen hatte Raneys Spielweise auf Gitarristen wie Barney Kessel, Jim Hall oder Attila Zoller, der mit ihm drei Duoplatten einspielte.

## Diskografie

### Als Leader
- 1954 Minor, Back and Blow
- 1954 Five
- 1954 Visits Paris (Dawn, Fresh Sound, 1954/55)
- 1954 A (OJC, 1954–55) mit Teddy Kotick, John Wilson, Hall Overton, Art Mardigan, Nick Stabulas
- 1956 Indian Summer,
- 1956 “featuring Bob Brookmeyer” (Decca), mit Bob Brookmeyer, Dick Katz oder Hank Jones, Teddy Kotick und Osie Johnson
- 1956 Passport To Pimlico
- 1964 Two Jims And Zoot (Original Master Recordings) mit Zoot Sims, Jim Hall, Steve Swallow, Osie Johnson
- 1974 Raney Haig Special Brew mit Al Haig
- 1974 Momentum mit Richard Davis, Alan Dawson
- 1975 The Influence mit Sam Jones, Billy Higgins
- 1976 The Complete Jimmy Raney In Tokyo (Xanadu) mit Charles McPherson, Barry Harris, Sam Jones
- 1979 Duets (Steeplechase) mit Doug Raney
- 1979 Stolen Moments (Steeplechase) mit Doug Raney, Michael Moore
- 1979 Nardis (dto.)
- 1980 Jim And I mit Attila Zoller
- 1980 Here’s That Rainy Day (Black & Blue) mit Hank Jones, Pierre Michelot, Jimmy Cobb
- 1981 Raney ’81 (Criss Cross)
- 1983 The Master (Criss Cross) mit Kirk Lightsey
- 1985 Wisteria (Criss Cross) mit Tommy Flanagan, George Mraz
- 1990 But Beautiful (Criss Cross) mit George Mraz, Lewis Nash

### Als Sideman
- 1949 Artie Shaw: The Artistry Of Artie Shaw (Fresh Sound)
- 1950 Stan Getz: The Complete Roost Recordings (Roost, 1950–54)
- 1951 Teddy Charles: New Directions (OJC, 1951–53)
- 1951 Stan Getz: At Storyville (Blue Note Records)
- 1954 Red Norvo: Trio (OJC)
- 1955 Bob Brookmeyer: The Dual Role Of Bob Brookmeyer (OJC)
- 1956 Barry Harris: Tokyo 1956 (Xanadu)

## Sammlung
- The Complete Recordings of the Stan Getz Quintett with Jimmy Raney – (1951–53). Mosaic, 1990 – 4 LPs oder 3 CDs mit Al Haig, Teddy Kotick, Tiny Kahn, Horace Silver, Leonard Gaskin, Roy Haynes, Duke Jordan, Bill Crow, Frank Isola, Hall Overton, Red Mitchell